# Usedanje
Usedanje (s tujko sedimentacija) je proces, v katerem se delci izločijo iz zmesi, v kateri plavajo, in se naberejo ob trdni prepreki. Njihovo gibanje je odziv na zunanje sile, kot so težnost, centrifugalna sila ali elektromagnetne sile.
Dogaja se v velikem razponu velikostnih razredov delcev, od večjih skal v tekoči vodi do posameznih molekul, kot so beljakovine in peptidi. Sedimentacija je zato proces, ki se preučuje ali uporablja na različnih področjih naravoslovja. V geologiji je sedimentacija konec premikanja trdnih delcev, ki se začne z erozijo, in začetek nastajanja sedimentnih kamnin. V analitični kemiji je usedanje uporaben ločevalni postopek, ki ga v laboratorijih pogosto pospešijo s centrifugiranjem.